# Chitra (Panama)
Chitra è un comune (corregimiento) della Repubblica di Panama situato nel distretto di Calobre, provincia di Veraguas. Si estende su una superficie di 109,7 km² e conta una popolazione di 1.301 abitanti (censimento 2010).